# (354659) Boileau
Pour les articles homonymes, voir Boileau.
(354659) Boileau est un astéroïde de la ceinture principale.

## Description
(354659) Boileau est un astéroïde de la ceinture principale. Il fut découvert le 30 mai 2005 à Saint-Sulpice (Oise) par l'Observatoire de Saint-Sulpice. Il présente une orbite caractérisée par un demi-grand axe de 2,73 UA, une excentricité de 0,13 et une inclinaison de 10,0° par rapport à l'écliptique.

## Compléments